# Zavarovalnica Sava Portorož 2022
Zavarovalnica Sava Portorož 2022 byl tenisový turnaj hraný jako součást ženského okruhu WTA Tour na otevřených dvorcích s tvrdým povrchem městského tenisového klubu. Konal se 12. až 18. září 2022 ve slovinské Portoroži jako osmý ročník. 
Turnaj s rozpočtem 203 024 eur patřil do kategorie WTA 250. Nejvýše nasazenou hráčkou ve dvouhře se stala, v době tvorby nasazení, jedenáctá žena světa Emma Raducanuová z Velké Británie. Během soutěže však po ztrátě bodů na US Open figurovala až v deváté světové desítce. Jako poslední přímá účastnice do singlu nastoupila 71. hráčka žebříčku Tereza Martincová. V důsledku invaze Ruska na Ukrajinu na konci února 2022 řídící organizace tenisu ATP, WTA a ITF s grandslamy rozhodly, že ruští a běloruští tenisté mohli dále na okruzích startovat, ale do odvolání nikoli pod vlajkami Ruska a Běloruska.
Třetí singlový titul na okruhu WTA Tour vybojovala 26letá Češka a deblová světová jednička Kateřina Siniaková, která dvouhru vyhrála po pěti letech. Čtyřhru ovládl ukrajinsko-český pár Marta Kosťuková a Tereza Martincová, jehož členky na túře WTA získaly první kariérní tituly.

## Rozdělení bodů a finančních odměn

### Rozdělení bodů
| Soutěž      | Soutěž      | vítězové | finalisté | semifinalisté | čtvrtfinalisté | 16 v kole | 32 v kole | Q  | Q2 | Q1 |
| ----------- | ----------- | -------- | --------- | ------------- | -------------- | --------- | --------- | -- | -- | -- |
| dvouhra žen | [ 1 ] [ 7 ] | 280      | 180       | 110           | 60             | 30        | 1         | 18 | 12 | 1  |
| čtyřhra žen | [ 8 ]       | 280      | 180       | 110           | 60             | 1         | —         | —  | —  | —  |

### Finanční odměny
| Soutěž                                | Soutěž      | vítězové | finalisté | semifinalisté | čtvrtfinalisté | 16 v kole | 32 v kole | Q2      | Q1      |
| ------------------------------------- | ----------- | -------- | --------- | ------------- | -------------- | --------- | --------- | ------- | ------- |
| dvouhra žen                           | [ 1 ] [ 7 ] | 26 770 € | 15 922 €  | 8 870 €       | 5 000 €        | 3 065 €   | 2 200 €   | 1 613 € | 1 047 € |
| čtyřhra žen                           | [ 8 ]       | 9 680 €  | 5 400 €   | 3 185 €       | 1 895 €        | 1 450 €   | —         | —       | —       |
| částka ve čtyřhrách je uvedena na pár |             |          |           |               |                |           |           |         |         |

## Ženská dvouhra

### Nasazení
| Stát                          | Hráčka                   | WTA | Nasazení |
| ----------------------------- | ------------------------ | --- | -------- |
| Spojené království            | Emma Raducanuová         | 11. | 1.       |
| Brazílie                      | Beatriz Haddad Maiová    | 15. | 2.       |
| Kazachstán                    | Jelena Rybakinová        | 25. | 3.       |
| Itálie                        | Martina Trevisanová      | 27. | 4.       |
|                               | Jekatěrina Alexandrovová | 28. | 5.       |
| Francie                       | Alizé Cornetová          | 40. | 6.       |
| USA                           | Bernarda Peraová         | 45. | 7.       |
| Austrálie                     | Ajla Tomljanovićová      | 46. | 8.       |
|                               | Anastasija Potapovová    | 52. | 9.       |
| Žebříček WTA k 29. srpnu 2022 |                          |     |          |

### Jiné formy účasti
Následující hráčky obdržely divokou kartu do hlavní soutěže: 
- Petra Marčinková
- Emma Raducanuová

Následující hráčka nastoupila pod žebříčkovou ochranou:
- Laura Siegemundová

Následující hráčky postoupily z kvalifikace:
- Cristina Bucșová
- Jodie Burrageová
- Anna-Lena Friedsamová
- Elena-Gabriela Ruseová
- Tara Würthová
- Anastasija Zacharovová

Následující hráčka postoupila z kvalifikace jako šťastná poražená:
- Harriet Dartová

### Odhlášení
před zahájením turnaje
- Marie Bouzková → nahradila ji  Diane Parryová
- Anhelina Kalininová → nahradila ji  Donna Vekićová
- Anna Kalinská → nahradila ji  Tamara Zidanšeková
- Barbora Krejčíková → nahradila ji  Lesja Curenková
- Bernarda Peraová → nahradila ji  Harriet Dartová
- Ljudmila Samsonovová → nahradila ji  Dajana Jastremská
- Alison Van Uytvancková → nahradila ji  Claire Liuová

## Ženská čtyřhra

### Nasazení
| Stát                                                                      | Hráčka                   | Stát               | Hráčka             | WTA  | Nasazení |
| ------------------------------------------------------------------------- | ------------------------ | ------------------ | ------------------ | ---- | -------- |
| Slovinsko                                                                 | Andreja Klepačová        | Německo            | Laura Siegemundová | 74.  | 1.       |
|                                                                           | Anastasija Potapovová    |                    | Jana Sizikovová    | 114. | 1.       |
| Spojené království                                                        | Alicia Barnettová        | Spojené království | Olivia Nichollsová | 141. | 3.       |
|                                                                           | Jekatěrina Alexandrovová | Německo            | Vivian Heisenová   | 151. | 4.       |
| Žebříček WTA k 29. srpnu 2022; číslo je součtem umístění obou členek páru |                          |                    |                    |      |          |

### Jiné formy účasti
Následující páry obdržely divokou kartu do hlavní soutěže:
- Tímea Babosová /  Tamara Zidanšeková
- Pia Lovričová /  Lara Smejkalová

Následující pár nastoupil jako náhradník:
- Nigina Abduraimovová /  Jodie Burrageová

### Odhlášení
před zahájením turnaje
- Alena Fominová-Klotzová /  Dalila Jakupovićová → nahradily je   Alena Fominová-Klotzová /  Ingrid Gamarra Martinsová
- Anna Kalinská /  Tereza Mihalíková → nahradily je  Cristina Bucșová /  Tereza Mihalíková
- Andreja Klepačová /  Jelena Rybakinová → nahradily je  Andreja Klepačová /  Laura Siegemundová
- Nicole Melicharová-Martinezová /  Laura Siegemundová → nahradily je  Adrienn Nagyová /  Nika Radišićová
- Diane Parryová /  Clara Tausonová → nahradily je  Nigina Abduraimovová /  Jodie Burrageová

## Přehled finále

### Ženská dvouhra
- Kateřina Siniaková vs.  Jelena Rybakinová, 6–7(4–7), 7–6(7–5), 6–4

### Ženská čtyřhra
- Marta Kosťuková /  Tereza Martincová vs.  Cristina Bucșová /  Tereza Mihalíková, 6–4, 6–0